# Пейдж, Роберт (младший)
Роберт (Роб) Пейдж — младший (англ. Robert E. Page Jr.; род. 12 ноября 1949, Бейкерсфилд, Калифорния) — американский апиолог и генетик, специалист по генетике поведения и популяционной генетике, ныне занимающийся в особенности вопросами эволюции сложного социального поведения. Доктор философии (1980), регент-профессор Университета штата Аризоны, его эмерит-провост, трудится там с 2004 года, до того 15 лет провел в Калифорнийском университете в Дейвисе, заведовал там кафедрой энтомологии (1999—2004), его эмерит-профессор; член Леопольдины (2009?10). Высокоцитируемый учёный, согласно ISI (с 2005). В качестве модельного животного использует медоносную пчелу.
Лауреат премии Гумбольдта (1995). Один из самых влиятельных биологов медоносной пчелы последней четверти века, создатель её первой геномной карты.

## Биография
Во время службы в армии был направлен в штаб-квартиру армии США в Европе в Гейдельберге (Германия), где познакомился со своей будущей женой Мишель и поженился, там же родился их первенец.
Окончил Университет штата Калифорния в Сан-Хосе (бакалавр энтомологии с минором по химии, 1976). Степень доктора философии по энтомологии получил в Калифорнийском университете в Дейвисе в 1980 году. С 1989 года в штате последнего, с 1999 по 2004 год заведовал кафедрой энтомологии (ныне это кафедра энтомологии и нематологии). Поступив в этот университет ассистент-профессором, начал тесно сотрудничать с Harry H. Laidlaw Jr., называемым отцом генетики медоносной пчелы.
Перед Калифорнийским университетом в Дейвисе работал ассистент-профессором в Университете штата Огайо.
С 2004 года в Университете штата Аризоны, в 2004—2011 гг. директор-основатель его школы наук о жизни, с 2011 г. вице-провост, с 2014 г. провост, с 2015 г. регент-профессор университета и его эмерит-провост. Воспитатель многих современных топ-апиологов. UC Davis Distinguished Emeritus Professor (2019).
В 2009—2010 гг. фелло Berlin Institute for Advanced Study и в 2017—2018 гг. — Carl Friedrich von Siemens Foundation. Отмечен ASU Alumni Association’s James W. Creasman Award of Excellence (2018) и UC Davis Distinguished Emeritus/a Professor Award (2019), Thomas and Nina Leigh Distinguished Alumni Award.
Член Американской академии искусств и наук (2006).
Иностранный член Бразильской академии наук (1999). Фелло Американской ассоциации содействия развитию науки (1991?2), Энтомологического общества Америки (2012) и Калифорнийской академии наук (2016).
С 2002 г. член редколлегии Apidologie и с того же года ассоциированный редактор Behavioral Ecology and Sociobiology.
Автор более 250 научных работ, пяти книг, в частности «Queen Rearing and Bee Breeding» (Wicwas Press, 1997), называемой пионерской, а также The Spirit of the Hive: The Mechanisms of Social Evolution (Harvard University Press, 2013; предисловие Берта Холлдоблера) и «The Art of the Bee: Shaping the Environment from Landscapes to Societies» (Oxford University Press, 2020) — «всеобъемлющей книгой» называл последнюю Джин Робинсон. Цитировался более 18 тыс. раз.
Проживает со своей семьей в Калифорнии.